# أورتاكند (بهي دهبكري)
أورتاکند (بالفارسية: اورتاکند) هي قرية تقع في إيران في قسم بهي دهبکري الريفي. يقدر عدد سكانها بـ 36 نسمة بحسب إحصاء 2016.